# نيكولاس فوكس (عسكري)
نيكولاس فوكس (بالإنجليزية: Nicholas Fox)‏ هو عسكري أمريكي، ولد في 1844، وتوفي في 2 أكتوبر 1929.